# Orthoyoldia
Orthoyoldia is een geslacht van tweekleppigen uit de  familie van de Yoldiidae.

## Soorten
- Orthoyoldia crosbyana (Guppy, 1882)
- Orthoyoldia lepidula (A. Adams, 1856)
- Orthoyoldia liorhina (Dall, 1881)
- Orthoyoldia panamensis (Dall, 1908)
- Orthoyoldia scapania (Dall, 1890)
- Orthoyoldia serotina (Hinds, 1843)
- Orthoyoldia solenoides (Dall, 1881)
- Orthoyoldia tenella (Hinds, 1843)